# Ubiquist
Unter einem Ubiquisten (lateinisch ubique ‚überall‘, ‚ubiquitär‘) wird eine biologische Spezies (etwa Tier-, Pflanzen- oder Pilzart) verstanden, die zumindest in einem Teil ihres Verbreitungsgebietes eine Vielzahl unterschiedlicher Lebensräume besiedelt. Darunter sind oft auch artenarme Flächen, die stark durch menschliche Nutzung geprägt sind, wie etwa Agrarflächen der intensiven Landwirtschaft. Voraussetzung ist die Fähigkeit der Art, eine große Bandbreite verschiedener Umweltfaktoren zu ertragen (Euryökie), und die Fähigkeit einer raschen Ausbreitung. Wenn es sich bei den Ubiquisten um Tiere handelt, wird diese Art auch als azöne Art bezeichnet.
Der Nachweis von Ubiquisten in einem Biotop sagt im Allgemeinen nur wenig über den Wert des Biotops aus naturschutzfachlicher Sicht aus. Zum Erhalt dieser Arten sind in aller Regel keine besonderen Maßnahmen des Artenschutzes erforderlich. Der Erfolg einer Naturschutzmaßnahme kann damit auch nicht am Auftreten von Ubiquisten gemessen werden, auch wenn diese den Großteil der auffällig sichtbaren Arten ausmachen sollten.
Als Beispiel wäre der Kleine Kohlweißling zu nennen, der in Großstädten ebenso vorkommt wie auf Waldlichtungen, Golfrasen und Feldern.
In Abgrenzung zu einem Ubiquisten (weit verbreitet, nicht an besonderes Biotop gebunden), gibt es den oft damit verwechselten Begriff des Kosmopoliten (über weite Teile der Welt verbreitet und dabei unter Umständen auch an ein besonderes Biotop gebunden).